# Rudolf z Diepholz
Rudolf z Diepholz (ur. w 1400, zm. 24 marca 1455 w Vollenhove) – biskup Utrechtu od 1423/1432, administrator biskupstwa Osnabrücku od 1454.

## Życiorys
Pochodził z rodziny hrabiów z Diepholz. Był synem tamtejszego hrabiego Jana i Kunegundy pochodzącej z rodu hrabiów Oldenburga. Od 1412 jest poświadczony jako prepozyt kapituły katedralnej w Osnabrücku. W 1423 został wybrany przez kapitułę w Utrechcie tamtejszym biskupem. Jednak papież Marcin V anulował ten wybór i wskazał na to stanowisko najpierw Rabana z Helmstatt, a po jego rezygnacji Zwedera z Culemborgu. Mimo to Rudolf utrzymywał się w części księstwa biskupiego. Gdy Rudolfa poparł książę Burgundii Filip III Dobry, Zweder został przez papieża przeniesiony w 1432 na biskupstwo tytularne, a Rudolf objął władzę biskupią w Utrechcie. Zweder jednak nie poddał się i odwołał się do soboru w Bazylei, na którym uznano, że Rudolf nie jest legalnym biskupem. W 1434 przeciwnicy Rudolfa w kapitule katedralnej wybrali na biskupa Walrama z Moers. Mimo poparcia soboru dla Walrama, ten jednak nie zdołał usunąć popieranego przez papieża i księcia burgundzkiego Rudolfa z Utrechtu i ostatecznie w 1449 zrezygnował ze swych roszczeń. Rudolf wzmacniał zintensyfikował pobór podatków w księstwie, co pozwoliło mu na sfinansowanie wojny z biskupem Münsteru Henrykiem z Moers (bratem Walrama) o zwierzchnictwo kościelne nad Kleve. Wojna doprowadziła do krótkotrwałego wygnania Rudolfa z Utrechtu, powrócił tam jednak i porozumiał się z Henrykiem. W kolejnych latach walczył przeciwko stanom swojego księstwa, popadając w kolejne konflikty z kapitułą i Utrechtem w związku z koniecznością ich finansowania. W 1454 papież Mikołaj V wyznaczył go na administratora biskupstwa Osnabrücku, jednak wkrótce potem zmarł. Został pochowany w ufundowanej przez siebie kaplicy św. Elżbiety i św. Marcina w katedrze utrechckiej. 